# مهمات منفجر نشده

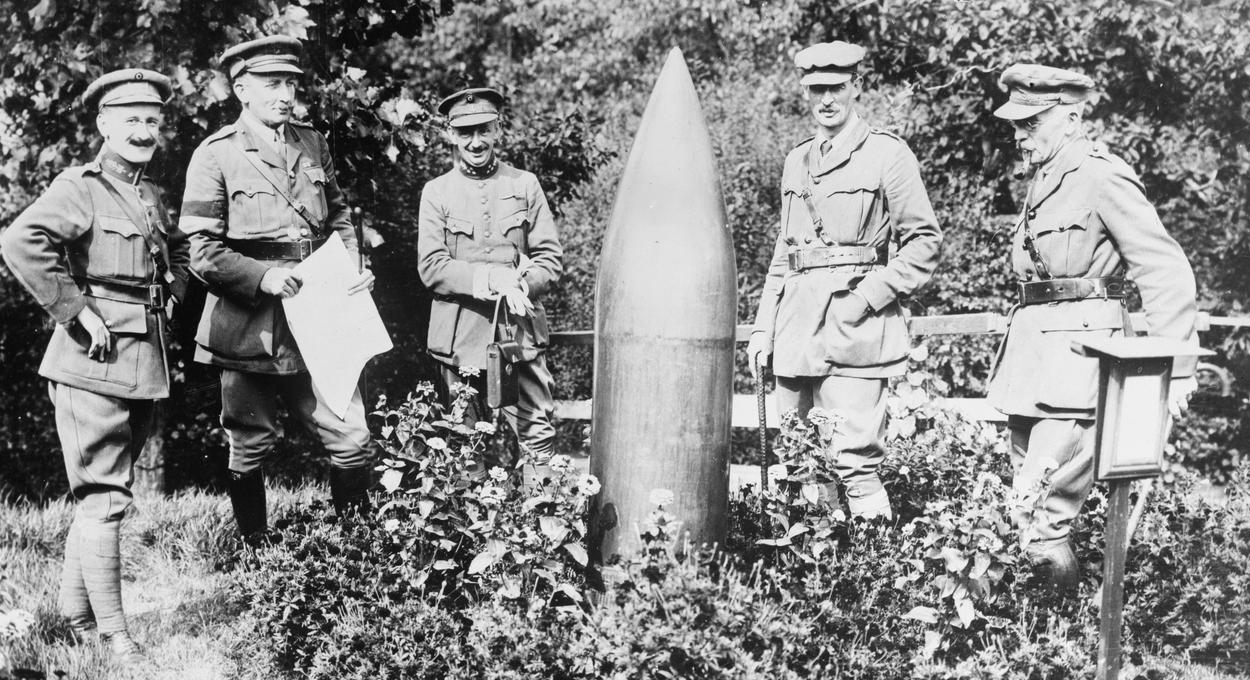
افسران بریتانیایی و بلژیکی در کنار یک گلوله منفجر نشده آلمانی در فلاندر، در طول جنگ جهانی اول ایستاده‌اند.

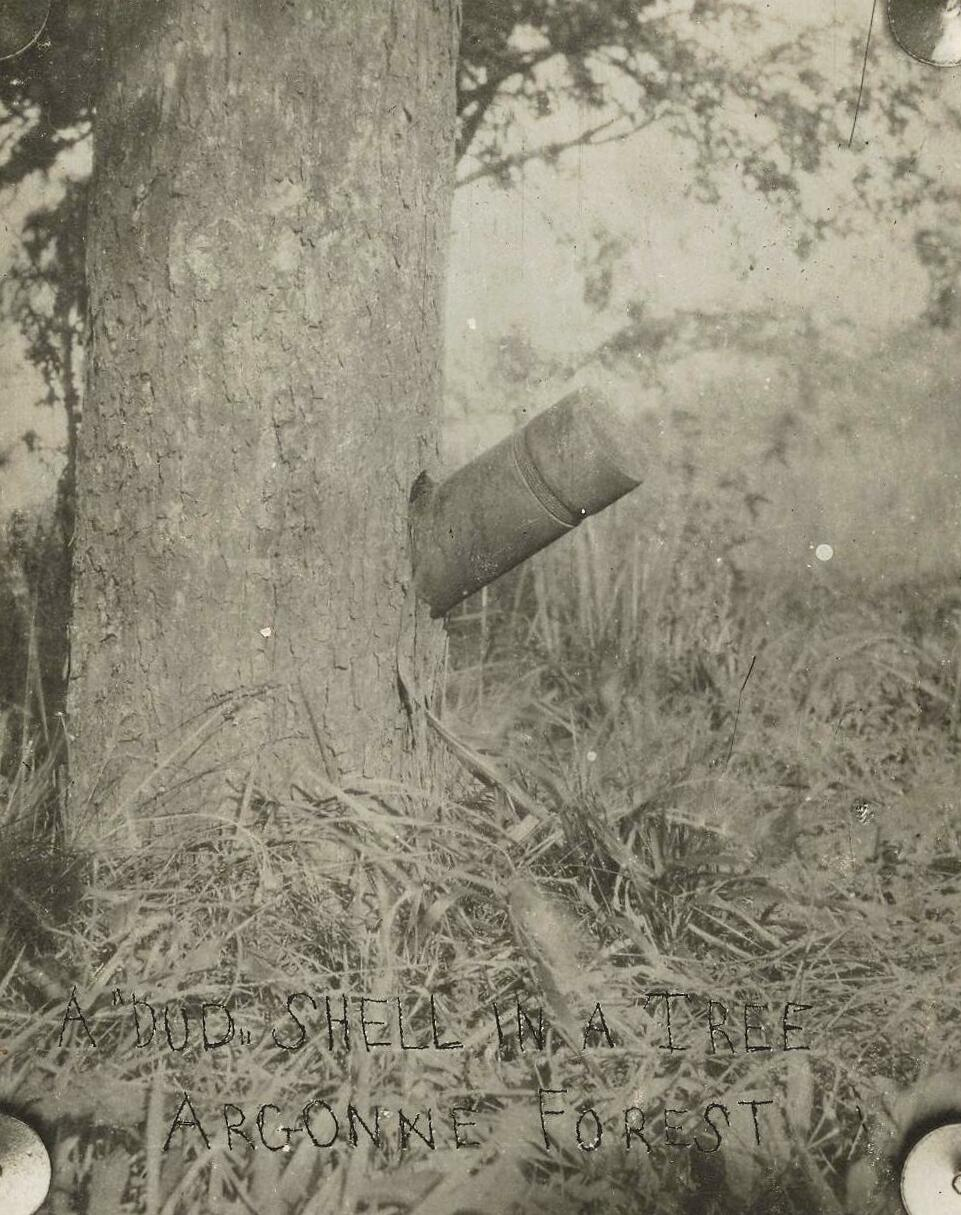
گلولهٔ عمل‌نکردهٔ توپ درون درختی گیر کرده، جنگل آرگون، جنگ جهانی اول

مهمات منفجر نشده (یا UXO که گاهی به‌اختصار UO نیز گفته می‌شود) و بمب‌های منفجرنشده (UXBs) به انواع سلاح‌های انفجاری اطلاق می‌شوند—از جمله بمب، خمپاره، نارنجک، مین زمینی، مین دریایی، بمب خوشه‌ای و دیگر مهمات—که هنگام شلیک یا پرتاب منفجر نشده‌اند و همچنان خطر انفجار دارند، حتی گاهی دهه‌ها پس از استفاده یا رها شدن. در مواقعی که چنین مهمات ناخواسته‌ای کشف می‌شوند، گاه با انفجارهای کنترل‌شده منهدم می‌گردند، اما در برخی موارد، انفجار ناگهانی حتی مواد منفجره بسیار قدیمی نیز ممکن است رخ دهد و گاه پیامدهای مرگبار به همراه دارد.
برای مثال، مهمات عمل نکرده (UXO) از جنگ جهانی اول همچنان یک خطر محسوب می‌شود، و مهمات پر شده با گازهای سمی هنوز یک مشکل هستند. مهمات منفجر نشده (UXO) همیشه از درگیری‌ها سرچشمه نمی‌گیرند؛ مناطقی مانند آموزش و تربیت نظامی نیز می‌توانند تعداد قابل توجهی از این مهمات را در خود جای دهند، حتی پس از اینکه منطقه متروکه شده است.
هفتاد و هشت کشور آلوده به مین‌های زمینی هستند که سالانه ۱۵۰۰۰ تا ۲۰۰۰۰ نفر را کشته یا ناقص می‌کنند. تقریباً ۸۰٪ از تلفات غیرنظامیان هستند و کودکان بیشترین گروه سنی آسیب‌دیده را تشکیل می‌دهند. تخمین زده می‌شود که به‌طور متوسط ۵۰ درصد از مرگ و میرها در عرض چند ساعت پس از انفجار رخ می‌دهد. در سال‌های اخیر، مین‌ها به‌طور فزاینده‌ای به عنوان سلاح‌های تروریستی مورد استفاده قرار گرفته‌اند؛ به ویژه علیه جمعیت‌های محلی، مانند نقض حقوق بشر در جنگ داخلی سوریه.
علاوه بر خطر آشکار انفجار، مهمات منفجر نشده دفن شده می‌توانند باعث آلودگی محیط زیست شوند. در برخی از مناطق آموزشی نظامی که به شدت مورد استفاده قرار می‌گیرند، مواد شیمیایی مرتبط با مهمات مانند مواد منفجره و پرکلرات (یکی از اجزای مواد آتش‌زا و سوخت موشک) ممکن است وارد خاک و آب‌های زیرزمینی شوند و در نتیجه منابع آب را آلوده کنند و همچنین از کاربردهای کشاورزی مانند کشاورزی و توزیع مواد غذایی جلوگیری کنند.

## خطرات و مشکلات
مهمات منفجر نشده، صرف نظر از قدمتشان، ممکن است منفجر شوند. ممکن است به نظر برسد که خطرات مهمات منفجر نشده (UXO) با گذشت زمان کاهش می‌یابد، اما همیشه اینطور نیست. خوردگی و آسیب‌های ناشی از ضربه، مشکلات قابل توجهی را برای خنثی‌سازی ایمن مهمات منفجر نشده (UXO) ایجاد می‌کند و همچنین پیش‌بینی عواقب خنثی‌سازی را دشوارتر می‌سازد. عوامل انفجاری مخلوط ممکن است به مرور زمان از هم جدا شوند یا مهاجرت کنند و مواد منفجره تماسی مانند نیتروگلیسیرین را در مکان‌های تصادفی در پوسته باقی بگذارند. گاهی اوقات اجزای مواد منفجره اصلی، در حضور رطوبت، می‌توانند ترکیبات انفجاری جدیدی با فلزات موجود در پوکه‌ها مانند پیکرات‌ها تشکیل دهند که می‌توانند یک پوکه را به شدت منفجره کنند، حتی زمانی که خنثی شده و چاشنی آن نابود یا برداشته شده باشد.
حتی اگر مهمات منفجرنشده (UXO) منفجر نشوند، با تجزیهٔ آن‌ها آلاینده‌های زیست‌محیطی آزاد می‌شوند. ترکیبات سمی و فلزات سنگین موجود در آن‌ها می‌توانند به‌مرور زمان منابع آب و خاک را آلوده سازند. بازیابی این مهمات، به‌ویژه گلوله‌هایی که در عمق زمین مدفون شده‌اند، دشوار و خطرناک است—هرگونه تکان شدید ممکن است باعث انفجار شود. پس از آشکار شدن، مواد منفجره معمولاً می‌توانند با ایمنی نسبی به محل مناسبی برای انهدام منتقل شوند؛ اما اگر این امر ممکن نباشد، باید در محل منفجر شوند که ممکن است مستلزم تخلیهٔ منطقهٔ اطراف باشد.
مهمات منفجرنشده‌ای که قدمت آن‌ها گاه به میانهٔ سدهٔ نوزدهم بازمی‌گردد، همچنان در سراسر جهان خطرآفرین هستند—چه در مناطق فعلی و پیشین درگیری‌های نظامی و چه در میادین تیر آزمایشی نیروهای مسلح. یکی از مشکلات عمدهٔ مهمات منفجرنشده این است که با گذر زمان، چاشنی و مادهٔ منفجرهٔ اصلی به‌قدری تخریب می‌شوند که اغلب حساس‌تر به تحریک شده و در نتیجه خطرناک‌تر برای جابه‌جایی می‌گردند.
فعالیت‌های عمرانی ممکن است به‌طور ناخواسته موجب جابه‌جایی یا تحریک بمب‌های منفجرنشده شوند که در چنین شرایطی، امکان انفجار وجود دارد. آتش‌سوزی در جنگل‌ها ممکن است در صورت انفجار مهمات مدفون تشدید شود. همچنین، امواج گرما که باعث کاهش شدید سطح آب می‌شوند، ممکن است خطر مهمات غوطه‌ور در آب را افزایش دهند.
موارد بی‌شماری از دستکاری مهمات منفجرنشدهٔ قدیمی توسط افراد وجود دارد که اغلب با پیامدهای مرگبار همراه بوده است. به همین دلیل، به‌طور جهانی توصیه می‌شود که مهمات منفجرنشده به‌هیچ‌وجه توسط افراد غیرمتخصص لمس یا جابه‌جا نشود. در عوض، محل کشف باید به پلیس محلی گزارش شود تا کارشناسان خنثی‌سازی بمب یا تیم‌های تخصصی مهمات منفجره (EOD) آن را ایمن‌سازی کنند.

## در سراسر جهان

### آفریقا

مردی که در جریان تظاهرات سرویس اقدام علیه مین سازمان ملل متحد در موگادیشو، یک خمپاره عمل نکرده در دست دارد

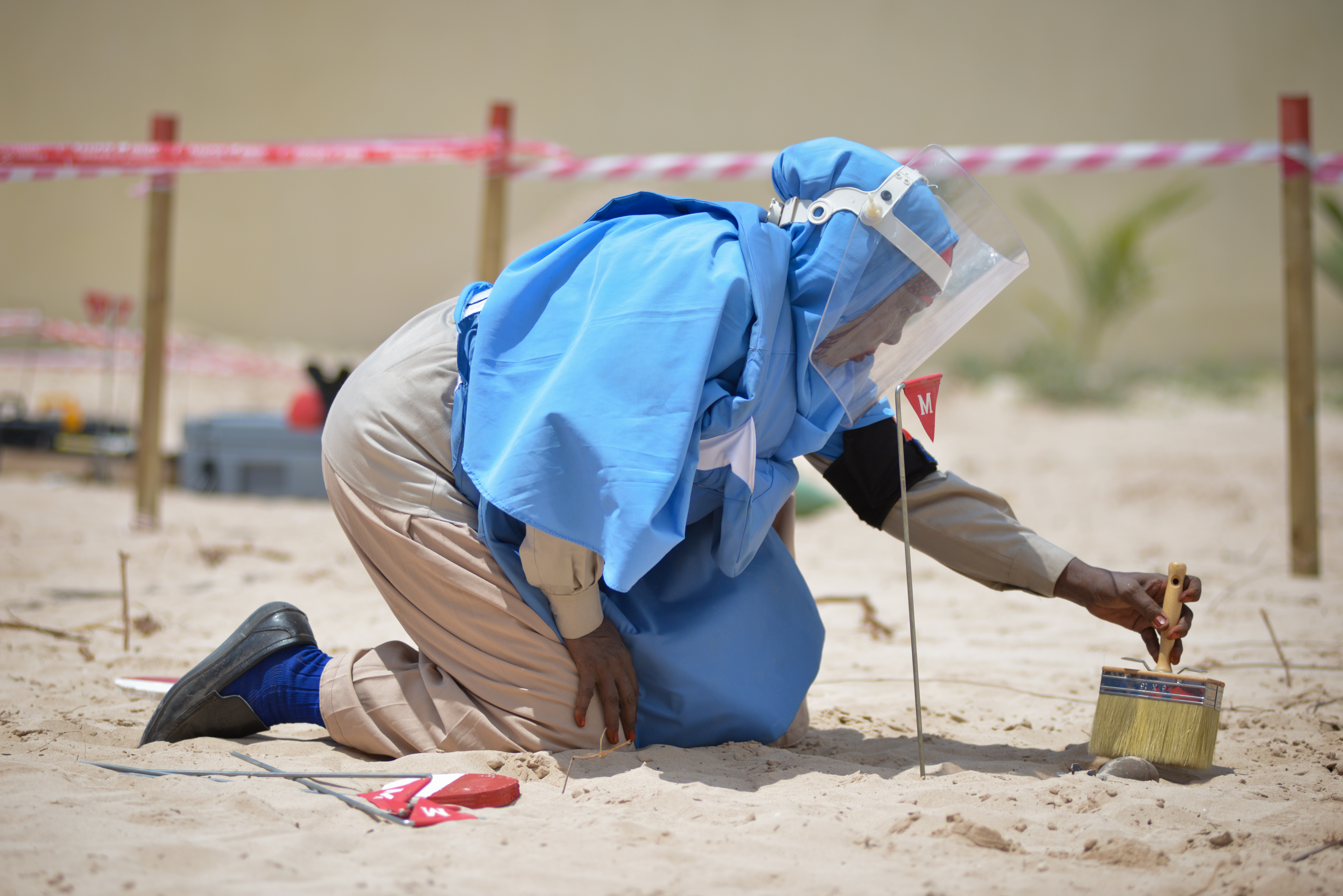
یک تکنسین EOD در حال برداشتن شن از روی گلوله خمپاره در طول یک نمایش

#### تأثیرات لشکرکشی شمال آفریقا در جنگ جهانی دوم
در جریان نبردهای شمال آفریقا میان نیروهای محور و متفقین، بخش‌های وسیعی از این منطقه به‌شدت مین‌گذاری شد تا از پیشروی نظامی جلوگیری شود. در طول این درگیری‌ها، افزون بر میلیون‌ها مین که کار گذاشته شد، شمار زیادی از گلوله‌های توپ نیز که شلیک شده بودند، منفجر نشدند و تا به امروز همچنان مرگبار باقی مانده‌اند.
الجزایر، مصر، لیبی و تونس همگی با این مشکل مواجه‌اند، به‌گونه‌ای که هر ساله شماری از غیرنظامیان بر اثر برخورد با این مهمات منفجرنشده زخمی یا کشته می‌شوند. همچنین وجود مهمات منفجرنشده (UXO) روند توسعه را کند می‌کند، چرا که مناطق آلوده باید پیش از هرگونه توسعه پاک‌سازی (مین‌روبی) شوند.

#### الجزایر
الجزایر در طول چندین جنگ، از جمله جنگ جهانی دوم، به‌واسطهٔ تعداد زیادی مین و مهمات منفجرنشده (UXO) آلوده شده است. در جریان پیوند جنگ الجزایر، نیروهای فرانسوی تا ۱۰ میلیون مین در خطوط موریس و شال—در شرق و غرب کشور—قرار دادند. در سال ۲۰۰۷، فرانسه به‌صورت رسمی نقشه‌هایی را به مقامات الجزایری تحویل داد که موقعیت میدان‌های مین را نشان می‌دادند. نبود این نقشه‌ها پیش‌تر به‌شدت روند مین‌زدایی الجزایر را مختل کرده بود.

#### چاد
چاد با مسائل آلوده‌شدن به مهمات منفجرنشده و مین‌ها ناشی از درگیری‌های متعدد خود بین دهه‌های ۱۹۶۰ تا ۱۹۸۰ مواجه بوده است. بخش قابل توجهی از این آلودگی ناشی از مین‌های ضد نفر است که بسیاری از آن‌ها احتمالاً در آن دوره از منابع لیبی منشأ گرفته‌اند. براساس برآوردهای ارائه شده توسط گزارش در سال ۲۰۲۰، تقریباً ۱۰ کیلومتر مربع (معادل ۳٫۹ مایل مربع) از قلمرو چاد همچنان به این مین‌های ضد نفر خطرناک آلوده باقی مانده است. علاوه بر این، بخش کوچکتری از مهمات منفجرنشده (UXO) مرتبط با مهمات خوشه‌ای نیز همچنان برخی مناطق شمالی کشور را تحت تأثیر قرار می‌دهد.